# Огильви, Александр Николаевич
Александр Николаевич Огильви (31 декабря 1877  [12 января 1878], Златоуст, Уфимская губерния — 7 августа 1942, Саратов) — русский и советский учёный гидрогеолог, специалист в области минеральных вод, заслуженный деятель науки РСФСР (1927), профессор Московской горной академии (1922). Основатель и первый директор Пятигорского бальнеологического института (переименован в Государственный научно-исследовательский институт курортологии и физиотерапии), председатель и почётный член Русского бальнеологического общества.

## Биография
Родился 31 декабря 1877 года в городе Златоусте Уфимской губернии в семье горного инженера, принадлежавшего к старинному шотландскому роду Огильви, и занимавшегося поисками золота и платины на Урале и в Сибири.
Среднее образование получил в Иркутской гимназии (окончил с золотой медалью), высшее — в Горном институте в Петербурге, который окончил в 1905 году. Первая научная работа А. Н. Огильви относится к 1903 году, когда он принимал участие в экспедиции В. Д. Рязанова для изучения наличия нефти на Байкале.
По окончании института был прикомандирован в качестве научного сотрудника к Геологическому комитету, созданному в 1882 году для планомерного и систематического исследования геологического строения недр России и её минеральных богатств, и был приглашён работать на Кавказские минеральные воды.
Первоначально принимал непрерывное участие в гидрогеологических исследованиях в качестве одного из производителей работ, впоследствии был назначен руководителем работ по восстановлению дебита источника Нарзан в Кисловодске. Для установления истинных причин утечек нарзана из нового каптажного колодца, А. Н. Огильви было детально изучено геологическое строение участка выхода Нарзана, проведены съёмки в окрестностях Кисловодска, позволившие составить полный разрез пород, слагающих южную часть района Кавказских Минеральных Вод. В результате проведённых исследований А. Н. Огильви были предложены методы устранения утечек нарзана, полностью ликвидировать видимые утечки удалось лишь в 1909 году путём создания вокруг колодца широкого барражного кольца из глины и бетона.
Итогом научных исследований и практических работ по ремонту каптажа нарзана явилась крупная монография, выпущенная А. Н. Огильви в 1911 году «Каптаж и его история», ставшая настольной книгой для исследователей источников Кавказских Минеральных Вод. Один из разделов научного труда посвящён генезису Ессентукских источников. В монографии автор также изложил теорию формирования минеральных вод в данном регионе.
На основании своих научных исследований в Кисловодске А. Н. Огильви пришёл к заключению, что на этом курорте возможно вывести новую воду с более высокой минерализацией. В 1925—1927 годах им было пробурено несколько скважин, и одна из них вывела из нижней части доломитизированных известняков валанжинского яруса нарзан повышенной минерализации. Буровая была каптирована под названием «источник Доломитный нарзан». В результате Кисловодск обогатился новым ценным источником, которому постановлением Всесоюзного курортного съезда, утверждённому наркомом здравоохранения Н. А. Семашко, было присвоено название «Доломитный нарзан имени А. Н. Огильви». Значение Доломитного нарзана для Кисловодского курорта было настолько велико, что Бальнеологический институт посвятил восьмой том своих трудов этому открытию.
В 1934 году под руководством А. Н. Огильви был найден и каптирован ещё один новый источник, получивший название «Сульфатный нарзан». Таким образом, курорт обогатился двумя питьевыми источниками и из купального превратился в купально-питьевой.
Являясь начальником Северо-Кавказского отделения Геологического комитета, Александр Николаевич много сделал и для Пятигорского курорта. Работая здесь с 1914 года, он открыл ряд новых источников, которые изменили и расширили значение Пятигорска, превратив его из узко-купального курорта в курорт с самыми разнообразными бальнеотерапевтическими свойствами. Среди найденных им источников Тёплый и Холодный нарзаны, позволившие развивать питьевое лечение. В недрах горы Горячей им были открыты радиоактивные воды.
А. Н. Огильви явился инициатором организации радиологической лаборатории в Пятигорске — первой такого рода в стране. Велики заслуги А. Н. Огильви в изучении радиоактивных источников, проводимых им с 1929 по 1937 год. Под непосредственным руководством Огильви в лаборатории исследовалась радиоактивность минеральных вод, разрабатывались методы их каптажа. В этой области знаний он считается основоположником, изложившим результаты своих научных работ в пяти печатных трудах.
Проводил изыскания и на Ессентукском курорте. А. Н. Огильви первый рассеял существовавшее убеждение о невозможности увеличения дебита соляно-щелочных источников. Применив совершенно новый метод работы, он в 1906 году вывел на поверхность новые запасы этой ценной воды, разрушив тем самым пессимистические взгляды на Ессентукский курорт и заставив начать дальнейшую разработку гидроминеральных богатств, давших впоследствии серьёзные результаты. В 1914 году Огильви выпустил печатный труд о Ессентукских источниках, в котором осветил их происхождение.
Кроме основных работ на Кавказских Минеральных Водах, А. Н. Огильви вёл ещё целый ряд исследований минеральных и пресных источников этого района. В 1918 году он стал соавтором изданного в Петрограде сборника «Минеральные воды», в котором были опубликованы пять его статей, посвящённых минеральным источникам Кавказских Минеральных Вод. С 1920 года А. Н. Огильви являлся официальным руководителем всех геологических работ на Кавказских Минеральных Водах и принимал непосредственное участие в их организации и проведении. Практический материал, полученный А. Н. Огильви, позволил ему выяснить картину происхождения минеральных источников всего района Кавказских Минеральных Вод, наметить получение перспективных запасов минеральной воды в новых местах.
Являлся организатором Бальнеологического института, после его создания в 1920 году А. Н. Огильви был назначен его директором и оставался на этом посту до 1937 года. Институт осуществлял научно-методическое руководство геолого-гидрогеологическими исследованиями на Кавказских Минеральных Водах и с 1927 года после ликвидации геологоразведочных партий Геологического комитета стал самостоятельно проводить детальные геолого-съемочные и разведочно-каптажные работы на курортах. Итог своих научных наблюдений в регионе Кавказских Минеральных Вод подвел в двух изданных в Пятигорске монографиях «К вопросу о методике изучения минеральных источников» (1925 г.).
С 1922 года являлся профессором кафедры гидрогеологии Горной академии в Москве, а с 1930 г. — Московского геологоразведочного института.
В 1919 году был избран председателем, а в 1929 году — почётным членом старейшего Русского бальнеологического общества. В 1929 году А. Н. Огильви становится членом Международного общества медицинской гидрогеологии (Великобритания, Лондон). К 50-летию со дня рождения А. Н. Огильви постановлением Совнаркома РСФСР в 1928 году был удостоен звания «Заслуженный деятель науки РСФСР».

### Репрессии
7 мая 1938 года был арестован в Пятигорске. Выдержки из обвинительного заключения: «Вместе с Панфиловым и Писчаничевским (умерли) в 1923 году организовал на группе курортов Кавминвод антисоветскую вредительскую организацию. В 1937, находясь в Париже, установил антисоветскую, шпионскую связь с представителем белоэмигрантских формирований во Франции Н. Н. Тугариновым, от которого получил задание активизировать вредительско-диверсионную деятельность возглавляемой им организации. Руководил и лично проводил активную, вредительско-диверсионную работу по бактериальному заражению основных минеральных источников и скрытию богатейших минеральных ресурсов Кавминвод. Вербовал в организацию новых участников… Являясь английским шпионом, передавал последней шпионские сведения о гидроминеральном хозяйстве и наличии на группе курортов Кавминвод редких газов».
Осуждён на 25 лет заключения в лагерях.
Скончался 7 августа 1942 г. в Саратовской тюрьме от заболевания.
Посмертно реабилитирован в 1960 г.

## Публикации
Автор работ по гидрогеологии, среди них:
- Каптаж Нарзана и его история, Спб., 1911;
- К вопросу о методике изучения минеральных источников, Труды Бальнеол. ин-та на Кавказск. Мин. Водах, т. 2, с. 250, Пятигорск, 1925;
- О гидрогеологических условиях происхождения Мацестин-ских минеральных источников и об их каптаже, в кн.: Курорт Мацеста, под ред. И. Валединского и Н. Хрисанфова, с. 56, М., 1928;
- К вопросу об оценке радиоактивности источников с точки зрения их бальнеологического использования, в кн.: 1-й Всесоюз, гидрогеол. съезд, сб. 5, с. 144, 1934.

## Семья
- Сын — Александр Александрович Огильви (22.08.1914 — 14.05.2000), геофизик